# Showdown at Boot Hill
Showdown at Boot Hill  (br.: Revolta em Boot Hill) é um filme estadunidense de 1958 do gênero "Western" dirigido por Gene Fowler Jr. Charles Bronson aparece em um de seus primeiros papeis como protagonista ao lado de um bom elenco de apoio, mostrando a tradicional eficiência nas cenas de ação.

## Elenco
- Charles Bronson...Luke Welsh - delegado federal
- Robert Hutton... Sloane
- John Carradine...Doc Weber
- Carole Mathews...Jill Crane
- Fintan Meyler...Sally Crane

## Sinopse
Luke Welsh, delegado federal mexicano a serviço do governo norte-americano e também caçador de recompensas chega a uma pequena cidade do Oeste atrás de Con Mayor, um pistoleiro que matou três homens em locais diferentes. Após um rápido duelo, Luke o mata mas é surpreendido quando os habitantes se negam a lhe dar um documento atestando a identidade do morto, o que lhe impedirá de reclamar a recompensa. Ele fica na cidade até que consiga a assinatura de alguém ou encontre outras provas, o que provoca a irritação maior das pessoas que não gostam dele inclusive por ser mexicano. Luke enfim descobre sobre Charles Mayor, o rancheiro irmão do morto e espera que ele apareça para o enterro na colina "Boot Hill" (cemitério). Mas o homem e a população estão dispostos a se vingarem e planejam matar Luke. 